# 잔 드 부르고뉴 공녀

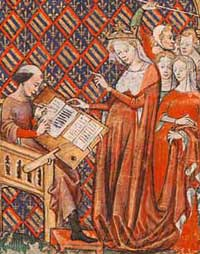
부르고뉴의 잔

부르고뉴의 잔(Jeanne de Bourgogne, 1293년? ~ 1348년)은 프랑스 군주 필리프 6세의 첫 번째 왕비이다.

## 생애
부르고뉴 공 로베르 2세의 차녀로, 1316년 6월 프랑스 국왕 필리프 6세와 결혼했다. 필리프 6세는 잔의 외할아버지인 루이 9세의 손자 샤를 드 발루아의 아들이었다. 두 사람 사이에서는 두 명의 아들, 장 2세와 오를레앙 공 필리프가 태어났다. 1337년 백년전쟁이 발발해 남편이 자리를 비우자 섭정이 되어 정사를 관장하였다. 1348년 페스트로 목숨을 잃었고, 블랑슈 데브뢰가 그녀의 뒤를 이어 왕비가 되었다. 잔의 손자인 호담공 필리프 2세는 그녀의 친정인 부르고뉴의 영지를 물려받아 부르고뉴 공이 되었다.

## 가계
- 로베르 2세 : 아버지
- 루이 9세 : 외할아버지
- 필리프 3세 : 외삼촌이자 시조부
- 위그 5세 : 오빠
- 부르고뉴의 마르그리트(루이 10세의 왕비) : 언니